# Hoplolabis pontica
Hoplolabis pontica är en tvåvingeart som först beskrevs av Evgenyi Nikolayevich Savchenko 1984.  Hoplolabis pontica ingår i släktet Hoplolabis och familjen småharkrankar. Inga underarter finns listade i Catalogue of Life.